# Christel Adelaar
Christine Cornelie Thoma (Christel) Adelaar (14. februar 1935, Semarang, Hollandsk Ostindien (nu Indonesien) – 10. januar 2013, Heemstede) var en nederlandsk skuespiller, mest kendt for sin rolle som Mammaloe i Pipo de Clown.
I 1987, blev hun diagonisticeret med brystkræft, men overvandt sygdommen. I 2011, blev hun diagonisticeret med lungekræft.
Hun døde i 2013 i en alder af 77 år, som et resultat af kræft-sygdommen.